# Ramalina
Ramalina es un género de líquenes fruticulosos de la familia Ramalinaceae.

## Especies
Listado de especies según el NCIB :
- Ramalina almquistii
- Ramalina americana
- Ramalina arabum
- Ramalina aspera
- Ramalina azorica
- Ramalina bourgaeana
- Ramalina breviuscula
- Ramalina calicaris
- Ramalina canariensis
- Ramalina capitata
- Ramalina celastri
- Ramalina chondrina
- Ramalina complanata
- Ramalina conduplicans
- Ramalina confirmata
- Ramalina cribrosa
- Ramalina crispatula
- Ramalina culbersoniorum
- Ramalina cupularis
- Ramalina decipiens
- Ramalina digitellata
- Ramalina erosa
- Ramalina exilis
- Ramalina farinacea
- Ramalina fastigiata
- Ramalina fraxinea
- Ramalina geniculata
- Ramalina glaucescens
- Ramalina hamulosa
- Ramalina hierrensis
- Ramalina huei
- Ramalina implectens
- Ramalina intermedia
- Ramalina lacera
- Ramalina leiodea
- Ramalina leptocarpha
- Ramalina litoralis
- Ramalina maciformis
- Ramalina maderensis
- Ramalina menziesii
- Ramalina minuscula
- Ramalina mollis
- Ramalina montagnei
- Ramalina nodosa
- Ramalina obtusata
- Ramalina pacifica
- Ramalina paludosa
- Ramalina panizzei
- Ramalina pertusa
- Ramalina peruviana
- Ramalina pitardii
- Ramalina pluviariae
- Ramalina pollinaria
- Ramalina polymorpha
- Ramalina portosantana
- Ramalina portuensis
- Ramalina pusilla
- Ramalina requienii
- Ramalina roesleri
- Ramalina rosacea
- Ramalina rubrotincta
- Ramalina sekika
- Ramalina siliquosa
- Ramalina sinensis
- Ramalina sonorensis
- Ramalina stevensiae
- Ramalina subbreviuscula
- Ramalina subfarinacea
- Ramalina subgeniculata
- Ramalina subpusilla
- Ramalina subwebbiana
- Ramalina terebrata
- Ramalina tortuosa
- Ramalina translucida
- Ramalina webbii
- Ramalina wirthii
- Ramalina yasudae